# مارتا

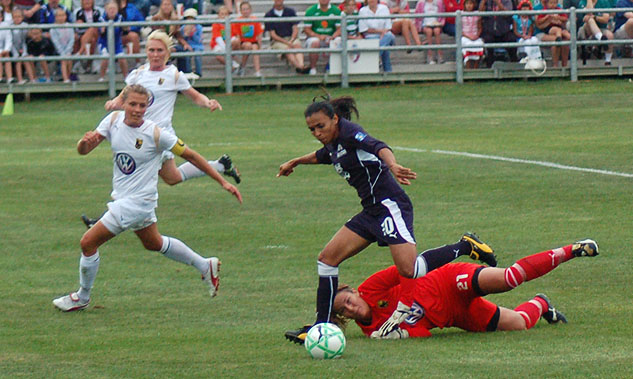
مارتا.

مارتا فييرا دا سيلفا (بالبرتغالية:Marta Vieira da Silva) المعروفة باسم مارتا هي لاعبة كرة قدم برازيلية دولية، من مواليد (19 فبراير، 1986 في دوس رياخوس) في ولاية ألاغواس.
بدأت باللعب مع منتخب البرازيل في عام 2002، ولديها 54 هدف مع منتخب بلادها. وتعتبر مارتا من أفضل لاعبات كرة قدم في التاريخ حيث انها حصلت على جائزة أفضل لاعب كرة قدم في العالم 4 مرات اعوام 2005 و 2006 و 2007 و 2008 و 2009. و حصلت على جائزة كرة الفيفا الذهبية عام 2010. كذلك تحمل الرقم القياسي كأكثر لاعبة تسجيلا للأهداف في منافسات كأس العالم بواقع 15 هدف. تلعب حاليا في الدوري الأمريكي مع فريق أورلاندو برايد

## روابط خارجية
- مارتا على موقع الاتحاد الدولي (مؤرشف)  (الإنجليزية)
- مارتا على موقع الاتحاد الأوربي (الإنجليزية)
- مارتا على موقع اتحاد السويد (السويدية)
- مارتا على موقع قاعدة بيانات كرة القدم.إي يو (الإنجليزية)
- مارتا على موقع ليكيب (الفرنسية)
- مارتا على موقع Soccerway.com (الإنجليزية)
- مارتا على موقع عالم كرة القدم.نت (الإنجليزية)
- مارتا على موقع اللجنة الأولمبية الدولية (الإنجليزية)
- مارتا على موقع أوليمبيديا (الإنجليزية)
- مارتا على موقع اللجنة الأولمبية البرازيلية (البرتغالية)